# Ruten-Schöterich
Der Ruten-Schöterich (Erysimum hieraciifolium, Syn.: Erysimum virgatum Roth), auch Ruten-Schotendotter oder Steifer Schöterich genannt, ist eine Pflanzenart aus der Gattung Schöteriche (Erysimum) innerhalb der Familie der Kreuzblütler (Brassicaceae). Sie ist in Eurasien weitverbreitet.

## Beschreibung

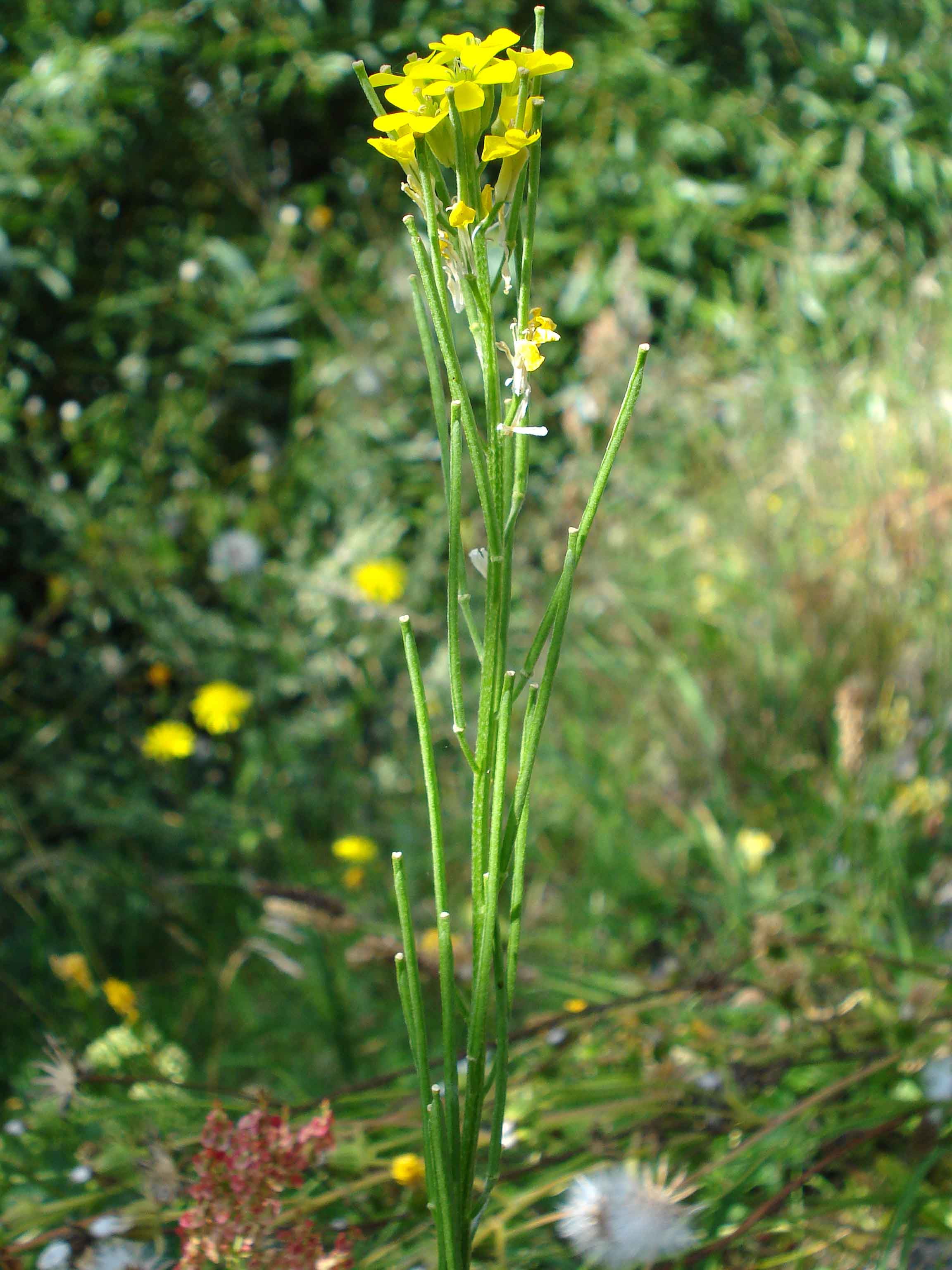
Blütenstand mit Blüten und jungen Früchten

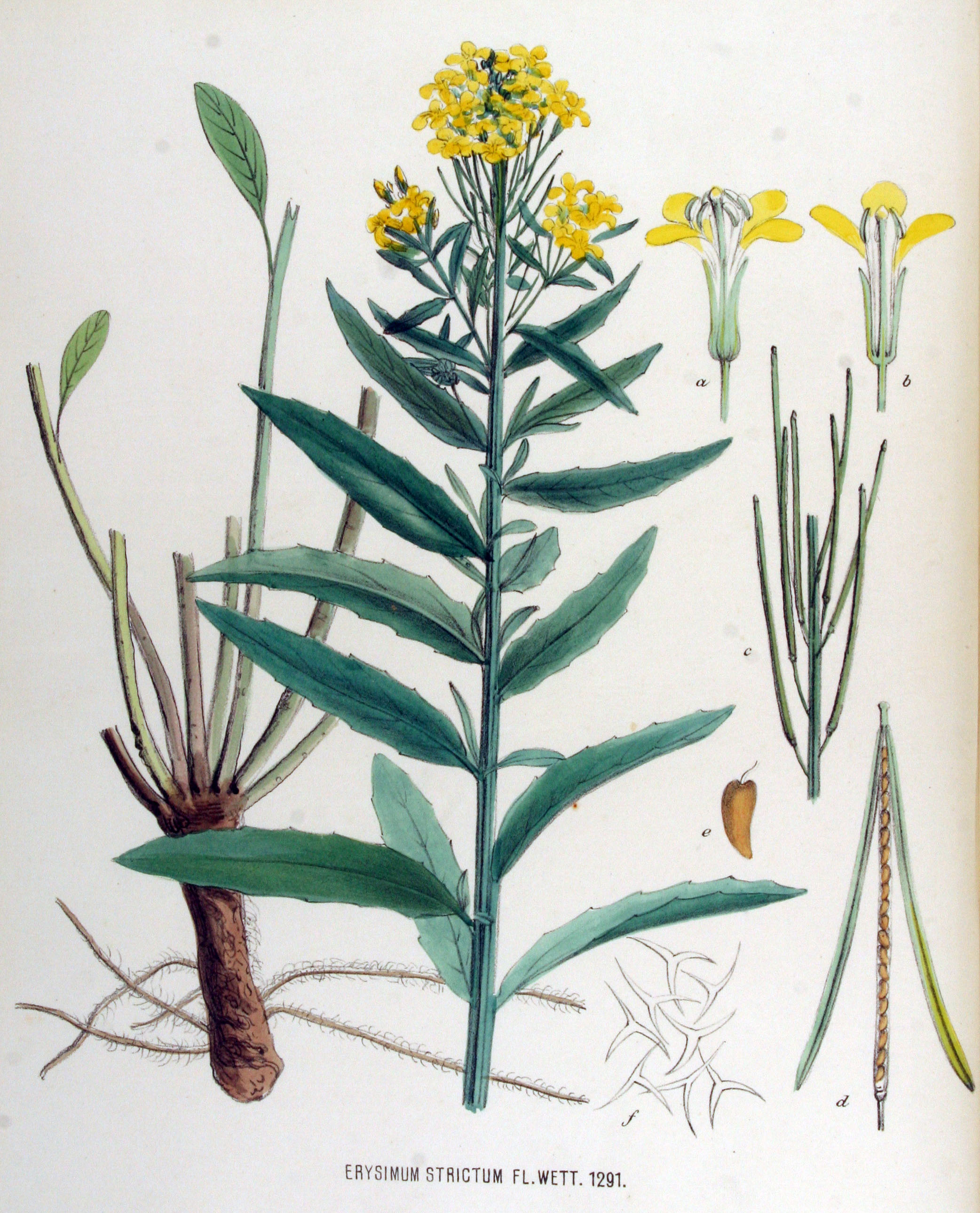
Illustration aus Flora Batava, Volume 17

### Vegetative Merkmale
Der Ruten-Schöterich ist eine meist zwei- manchmal bis mehrjährige krautige Pflanze, die in der Regel Wuchshöhen von 40 bis 100 (10 bis 125) Zentimetern erreicht. Der aufrechte und oft im oberen Bereich verzweigte Stängel ist scharfkantig. Das Indument besteht aus vorwiegend dreistrahligen Sternhaaren; daneben gibt es auch wenige zwei-, vier- bzw. fünfstrahlige Trichome.
Die Laubblätter sind grundständig und wechselständig am Stängel verteilt angeordnet. Die Grundblätter sind in Blattstiel sowie -spreite gegliedert und sind bei Fruchtreife schon verwelkt. Ihr Blattstiel ist 1 bis 4 Zentimeter lang. Ihre Blattspreite ist bei einer Länge von 2 bis 6 (1 bis 8) Zentimetern sowie bei einer Breite von selten 0,3 bis meist 5 bis 10 Millimetern elliptisch-länglich oder verkehrt-lanzettlich mit keilförmiger Spreitenbasis, spitzem oberen Ende und ganzrandigem oder undeutlich gezähntem Rand. Die länglich lanzettlichen Laubblätter sind ganzrandig bis entfernt buchtig eingekerbt, entfernt gezähnt und meist fünf- bis sechs-, selten zwölfmal so lang wie breit. Die unteren Laubblätter sind gezähnt. Die Stängelblätter sind fast sitzend bis sitzend. Ihre Blattspreite ist linealisch oder elliptisch-linealisch mit glattem oder deutlich gezähntem Rand.

### Generative Merkmale
Die Blütezeit erstreckt sich in Mitteleuropa vorwiegend über die Monate Juni bis August, in China reicht sie von Mai bis August. In den anfangs schirmtraubigen später, durch Verlängerung der Blütenstandsachse bis zur Fruchtreife, traubigen Blütenständen stehen viele Blüten zusammen. Es sind keine Tragblätter vorhanden.
Die zwittrigen Blüten sind vierzählig. Die vier grünen Kelchblätter sind bei einer Länge von 5 bis 9 oder 4 bis 7 Millimetern sowie einer Breite von 1 bis 1,5 Millimetern länglich. Die beiden inneren Kelchblätter sind an ihrer Basis sackartig. Die vier relativ großen, mit Sternhaaren besetzten, goldgelben Kronblätter sind bei einer Länge von meist 7 bis 9 (6 bis 10) Millimetern sowie einer Breite von 2 bis 3 Millimetern verkehrt-eiförmig mit gerundetem oberen Ende. Der deutlich erkennbare Nagel des Kronblattes ist etwa so lang wie das Kelchblatt. Bei den sechs fertilen Staubblättern sind die gelben Staubfäden 4 bis 6 Millimeter lang und die Staubbeutel bei einer Länge von meist 1,5 bis 2 (1,2 bis 2,5) Millimetern länglich. Der oberständige Fruchtknoten enthält 40 bis 60 Samenanlagen. Der schlanke Griffel ist bei einer Länge von 0,5 bis 2 Millimetern zylindrisch und endet in einer einfachen, kopfigen Narbe.
Die Fruchtstiele stehen mehr oder weniger aufrecht oder aufsteigend angedrückt an der Fruchtstandsachse, mit der sie einen Winkel von etwa 30 Grad bilden und meist 4 bis 8 (2 bis 10) Millimeter lang sowie meist deutlich dünner als die Frucht. Die vierkantige, gerade Schote ist bei einer Länge von meist 15 bis 25 (10 bis 70) Millimetern sowie einem Durchmesser von 1 bis 1,3 Millimetern linealisch und ist anliegend behaart. Die Samen sind bei einer Länge von 1 bis 1,5 Millimeter sowie einen Durchmesser von 0,4 bis 0,6 Millimeter länglich. Die Früchte reifen in China von Juni bis September.
Die Chromosomenzahl beträgt 2n = 16, 32 oder 48.

## Bilder

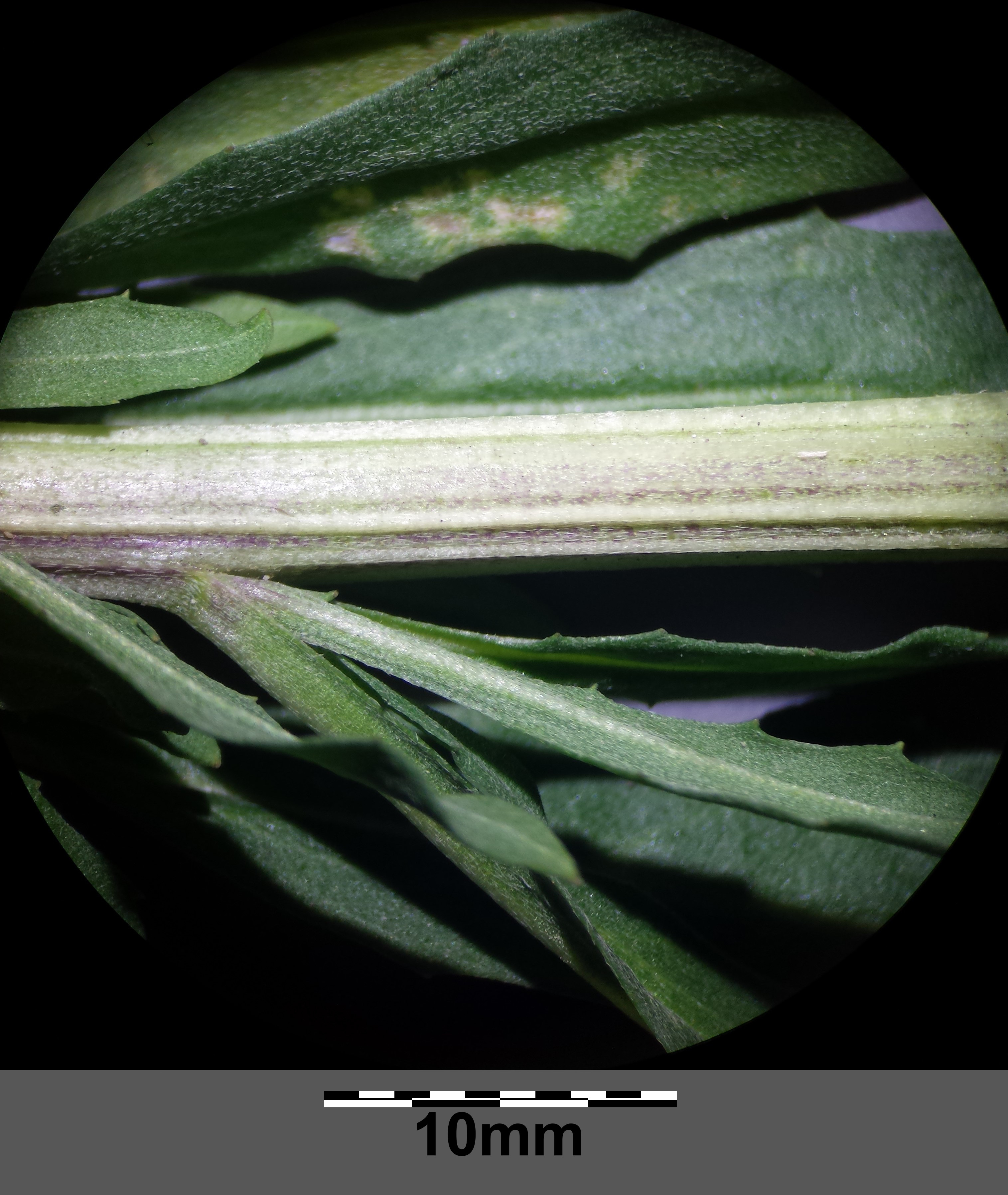
Stumpfkantiger Stängel
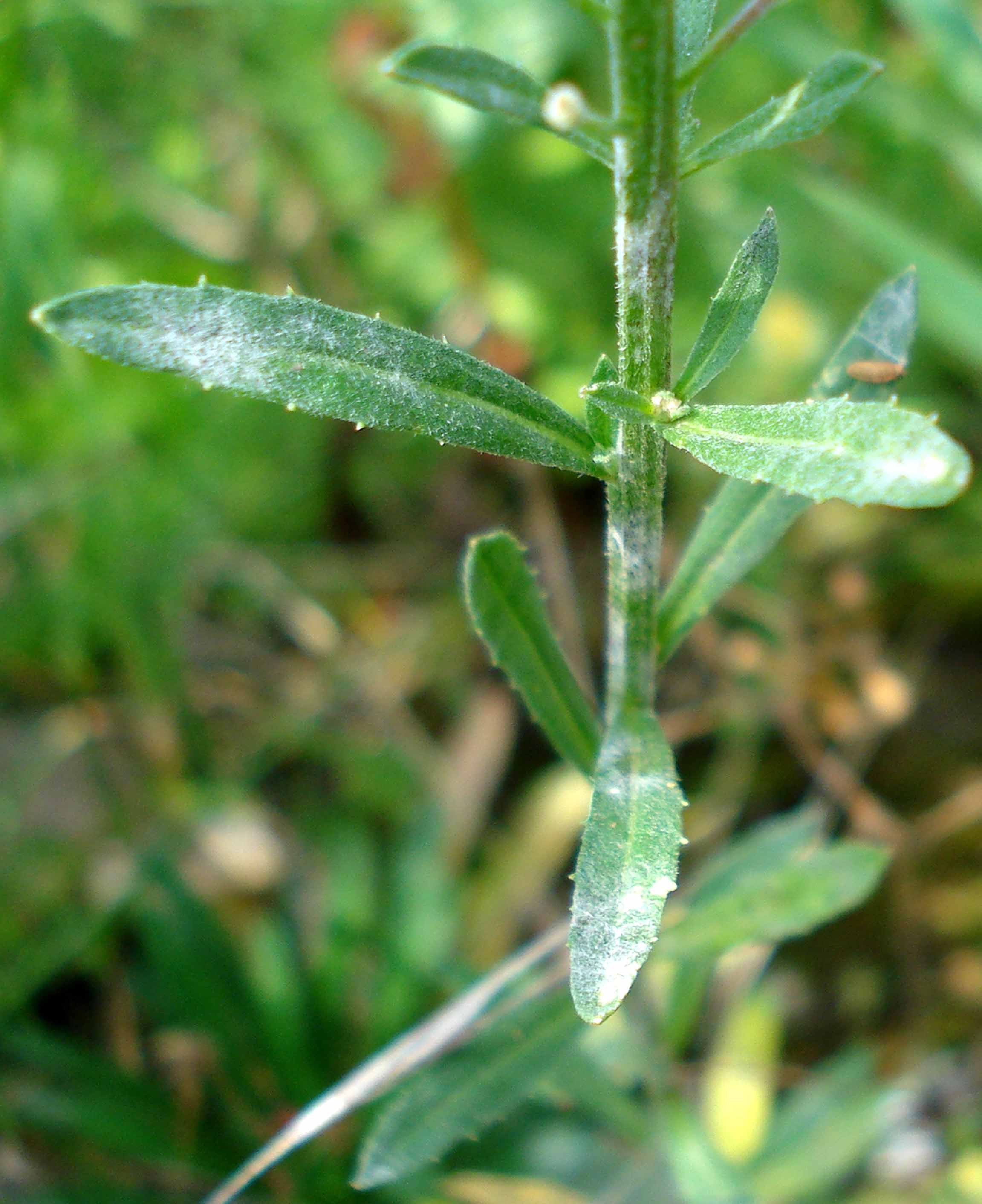
Stängelblätter
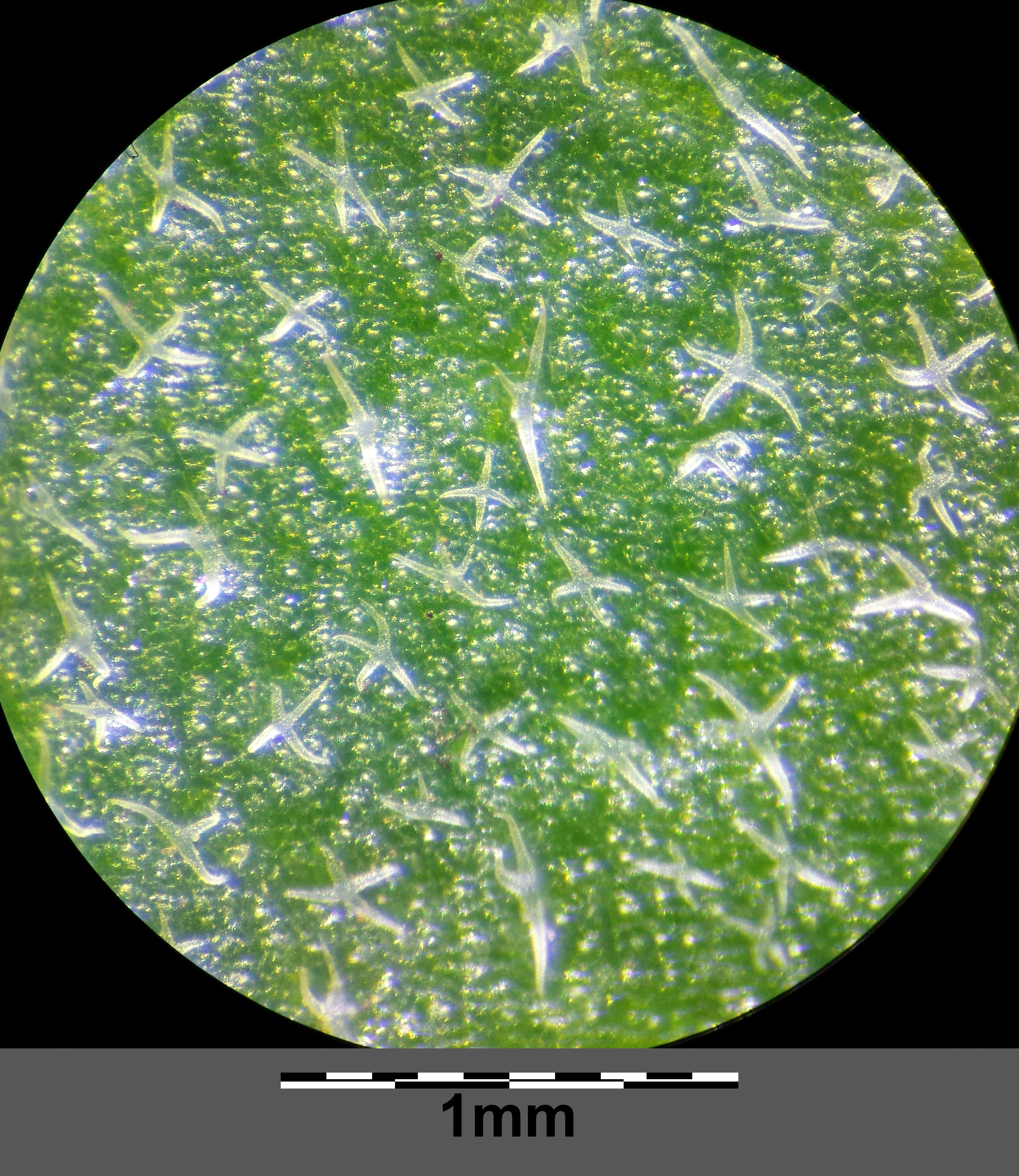
Die Laubblätter sind mit wenigen zweistrahligen, überwiegend dreistrahligen und daneben auch vier- bis siebenstrahligen Sternhaaren besetzt.
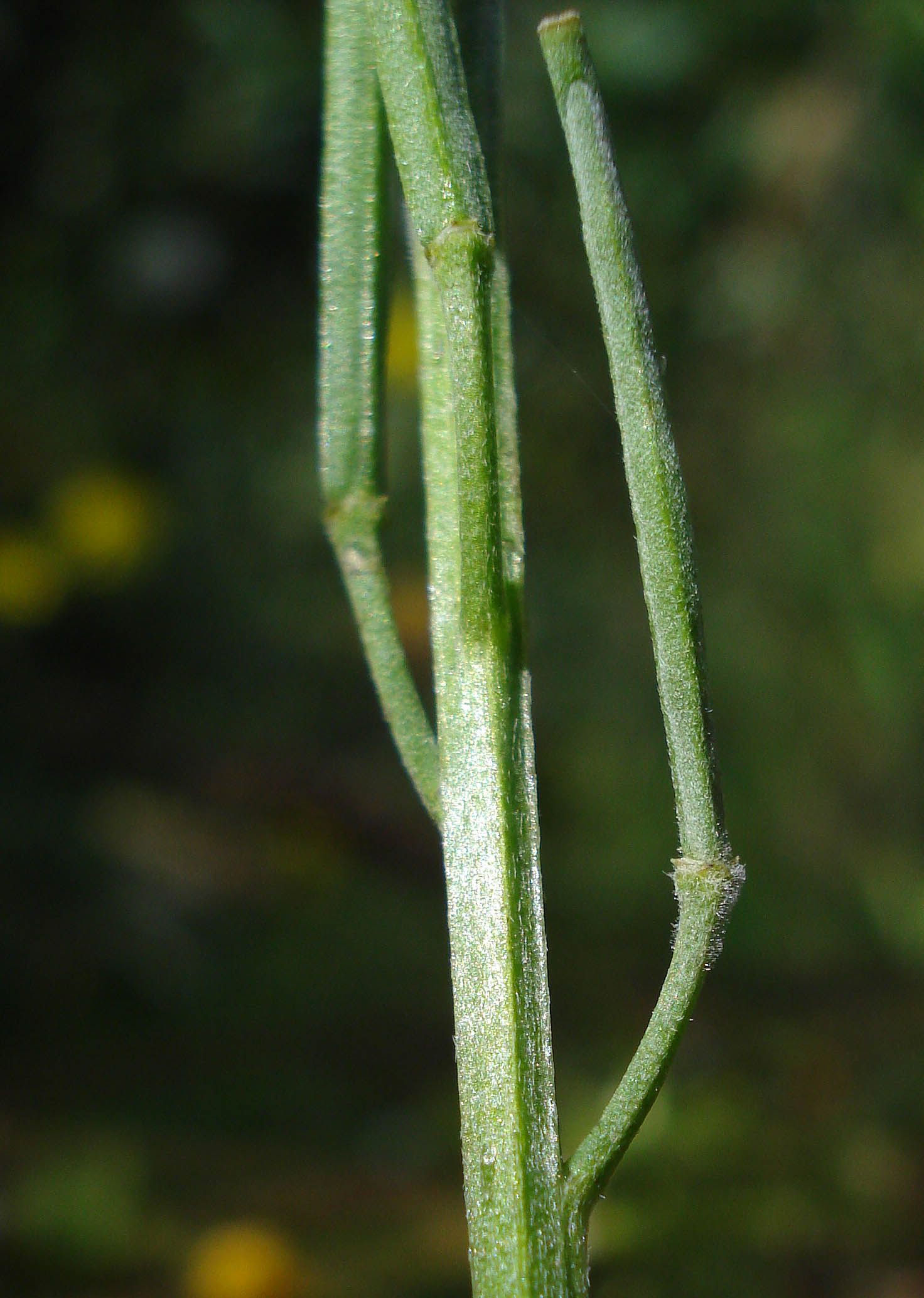
Schote
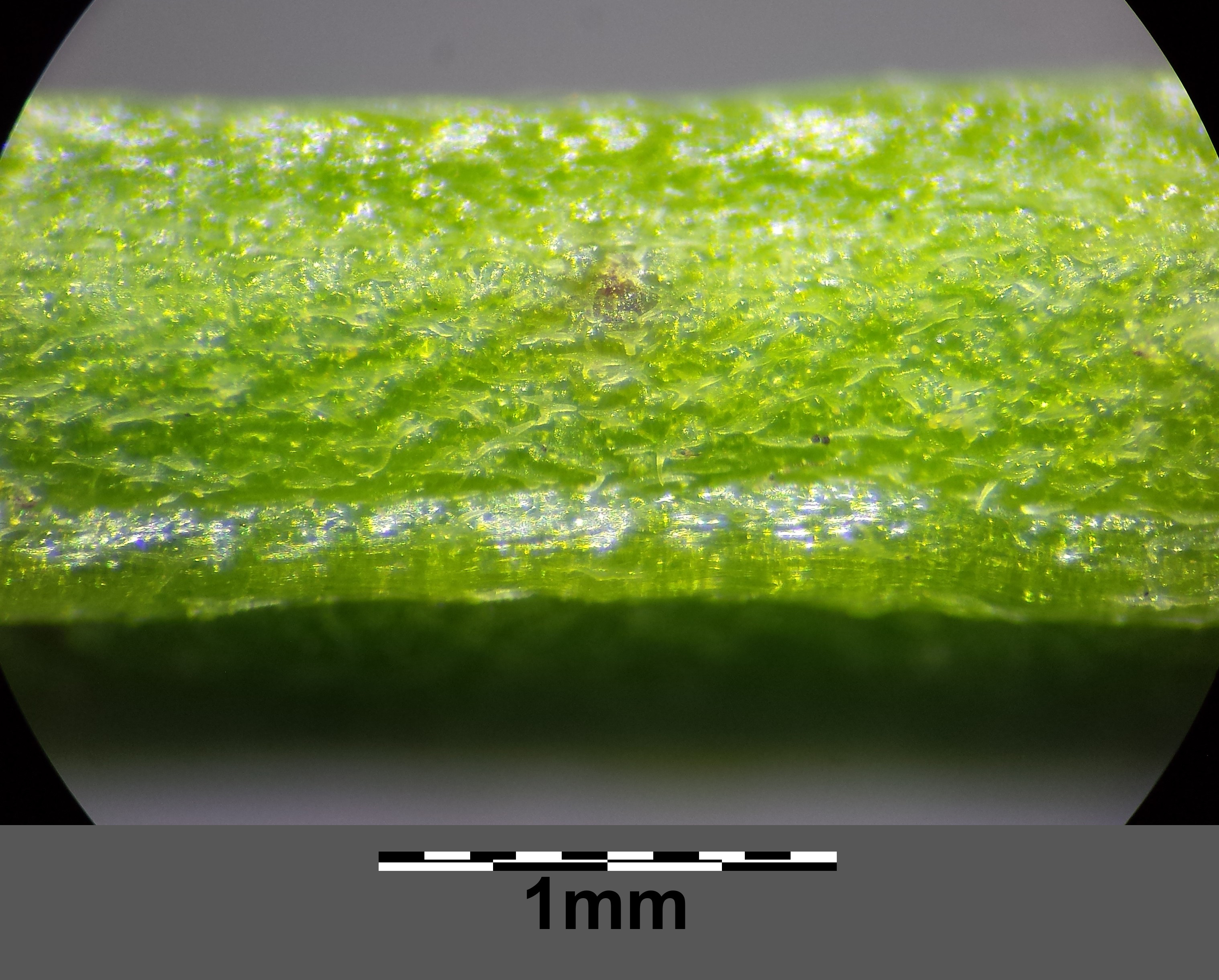
Die Schote ist vierkantig, die Kanten sind schwächer behaart als die Flächen.
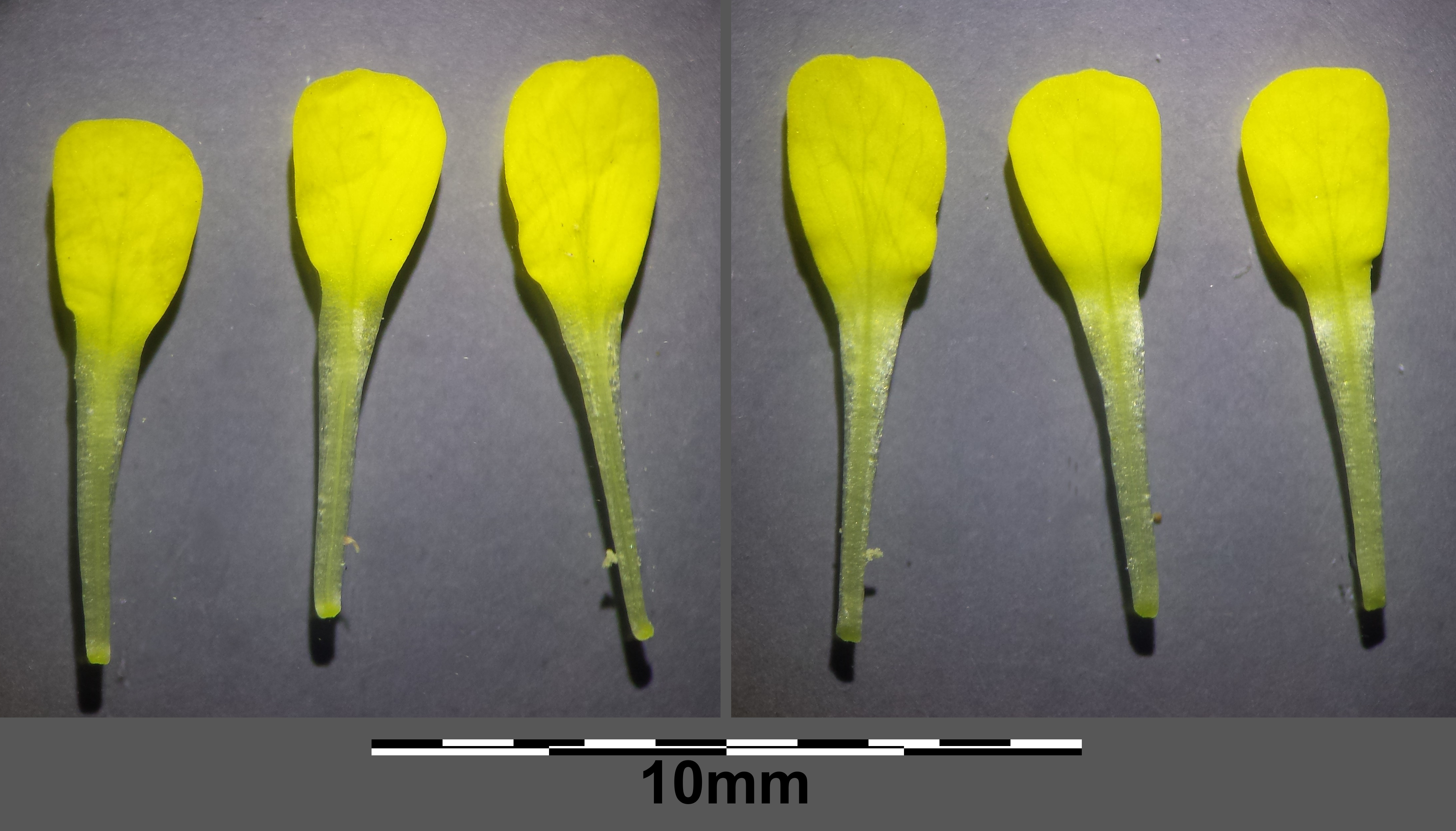
Kronblätter
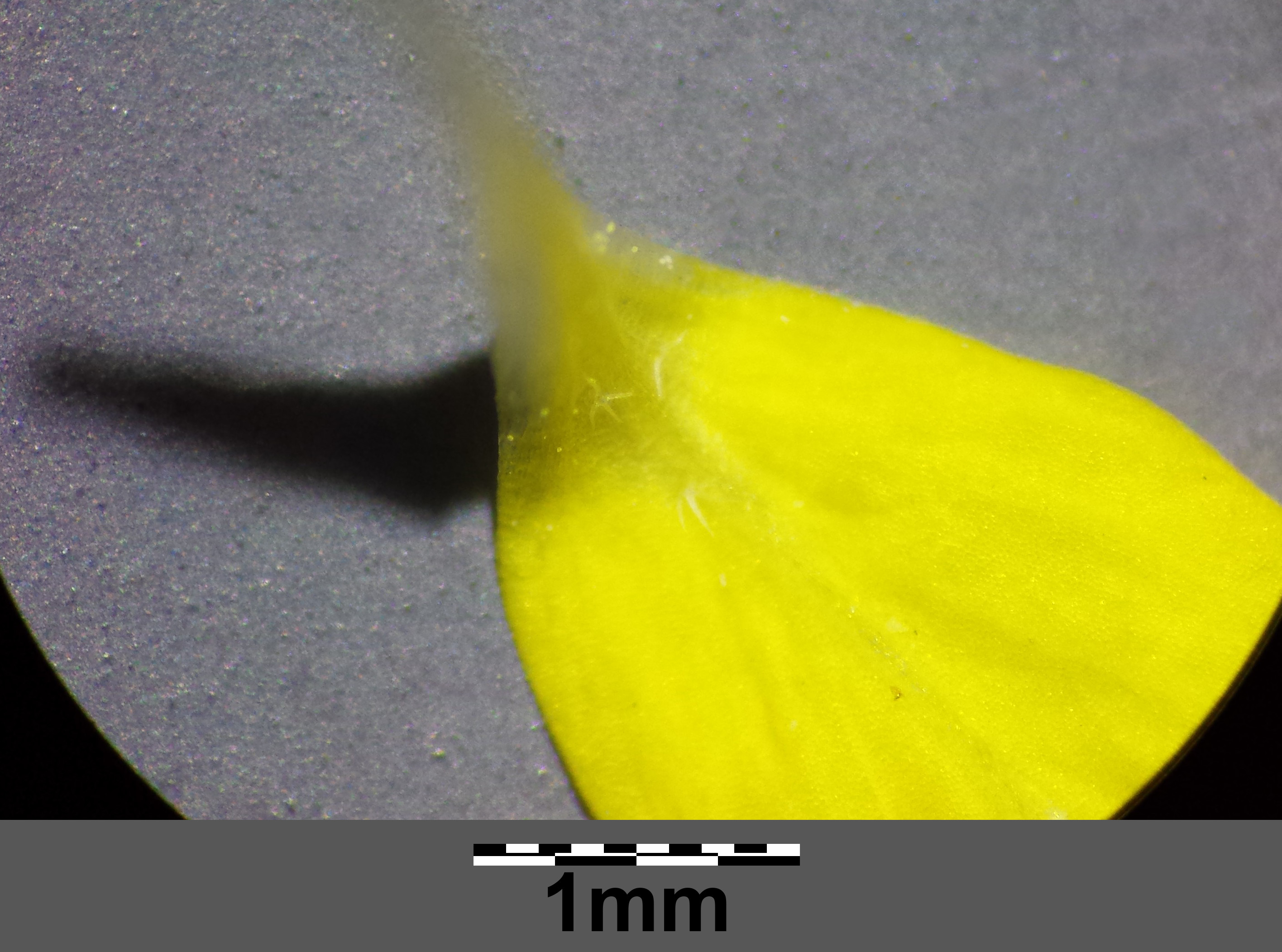
Kronblatt-Außenseite mit einzelnen Sternhaaren

## Vorkommen
Er ist in Eurasien weitverbreitet. Es gibt Fundortangaben für Spanien, Andorra, Frankreich, Belgien, die Niederlande, Deutschland, Österreich, die Schweiz, Italien, die Slowakei, Kroatien, Tschechien, Dänemark, Norwegen, Schweden, Island, Estland, Lettland, Litauen, Polen, Russland, Belarus, die Ukraine, Moldawien, Rumänien, Ungarn sowie Albanien Tadschikistan, Usbekistan, Kasachstan, Pakistan, Kaschmir, die Mongolei, die Innere Mongolei, Tibet und in den chinesischen Provinzen Heilongjiang, Liaoning sowie Xinjiang. Beispielsweise in Nordamerika ist er ein Neophyt.
In Deutschland findet man den Ruten-Schöterich zerstreut im Bereich größerer Flüsse, wie Rhein, Main und Sieg. In Österreich und der Schweiz kommt diese Art eher selten im collinen bis alpinen Bereich vor. Im Oberengadin steigt der Ruten-Schöterich bei Ardez in Höhenlagen bis 1900 Meter, im Schanfigg bis 1850 Meter auf. In der Schweiz gibt es nur kleine isolierte Vorkommen, deshalb wird sie dort mit VU = „verletzlich“ bewertet.
Der Ruten-Schöterich wächst in flussbegleitenden Unkrautgesellschaften, Schuttunkrautgesellschaften sowie Steppenrasen. Er gedeiht in Pflanzengesellschaften der Verbände Aegopodion und Alliarion. Er gedeiht in Mitteleuropa meist auf nährstoffreiche, meist kalkreiche Stein- und Sandböden. In China gedeiht Erysimum hieracifolium an feuchten Standorten und auf Grasländern in Höhenlagen von 2100 bis 3800 Metern.

## Verwechslungsmöglichkeiten
Der Ruten-Schöterich ist recht formenreich. Früher wurden auch Unterarten unterschieden, die auch teilweise als eigenständige Art behandelt wurden (→ Erysimum virgatum). Es besteht Verwechslungsmöglichkeit mit dem sehr ähnlich aussehenden Harten Schöterich (Erysimum marschallianum), dessen Schoten jedoch in einem Winkel von höchstens 10° vom Stiel abstehen. Sehr ähnlich ist auch der Bleiche Schöterich (Erysimum crepidifolium), dessen Laubblätter jedoch vorwiegend mit zweiteiligen Haaren (kompassnadelförmig) besetzt sind. Im Himalaja als Erysimum hieracifolium bestimmte Exemplare gehören alle zu Erysimum benthamii.

## Taxonomie
Die Erstveröffentlichung von Erysimum hieraciifolium erfolgte 1755 durch Carl von Linné in Centuria I. Plantarum. Upsaliae, exc. L.M. Höjer, S. 18–19. Homonyme sind: Erysimum hieraciifolium L. f., Erysimum hieraciifolium Pall. Synonyme für Erysimum hieracifolium L. sind: Erysimum afghanicum Kitam., Erysimum eseptatum Z.X.An.,Erysimum virgatum Roth, Erysimum denticulatum J.Presl & C.Presl, Erysimum strictum P.Gaertn. & al., Erysimum hieracifolium subsp. denticulatum (J.Presl & C.Presl) Čelak., Erysimum hieraciifolium subsp. delphinense (Jord.) Rouy & Foucaud, Erysimum hieraciifolium subsp. virgatum (Roth) Schinz & R. Keller.